# Brycon hilarii
Brycon hilarii (Valenciennes, 1850) è un pesce d'acqua dolce appartenente alla famiglia Bryconidae che condivide con la specie affine Brycon orbignyanus il nome comune di Piraputanga.

## Distribuzione e habitat
Questo pesce è diffuso nel bacino imbrifero del Rio Paraguay.

## Descrizione
Simile a Brycon orbignyanus, ha però corpo più sottile, compresso ai fianchi, con profilo dorsale e ventrale leggermente arcuati. Le scaglie sono grosse. La pinna caudale è ampia e forcuta. La livrea è argentea con riflessi dorati, più gialla nel basso ventre e verso la pinna anale. Al centro dei fianchi parte una fascia nera dapprima sfumata poi nitida verso il peduncolo caudale e la coda. Le pinne sono gialle con i vertici rossastri. 

Raggiunge una lunghezza di 55 cm.

## Riproduzione
Brycon hilarii non è una specie molto conosciuta, pertanto non si conoscono ancora in dettaglio le sue abitudini riproduttive.

## Alimentazione
È una specie erbivora, si nutre di alghe e piante terrestri (Zanthoxylum riedelianum).